# Лопополо, Сандро
Алесса́ндро Лопо́поло (итал. Alessandro Lopopolo; 19 декабря 1939, Милан — 26 апреля 2014, там же) — итальянский боксёр полусредних весовых категорий. В начале 1960-х годов выступал за сборную Италии: серебряный призёр летних Олимпийских игр в Риме, участник многих международных турниров и матчевых встреч. В период 1961—1973 успешно боксировал на профессиональном уровне, владел титулом чемпиона мира по версиям ВБС и ВБА.

## Биография
Родился 19 декабря 1939 года в Милане. На международной арене дебютировал в ноябре 1959 года в матчевой встрече против сборной Югославии. Год спустя впервые поучаствовал в зачёте взрослого первенства Италии и благодаря череде удачных выступлений удостоился права защищать честь страны на летних Олимпийских играх 1960 года в Риме — сумел победить здесь пятерых соперников и пробиться в финал, но в решающем матче со счётом 1:4 проиграл поляку Казимежу Паздзёру.
Получив серебряную олимпийскую медаль, Лопополо решил попробовать себя среди профессионалов и покинул сборную. Его профессиональный дебют состоялся в январе 1961 года, своего первого соперника он победил нокаутом в шестом раунде. В течение четырёх последующих лет провёл множество удачных поединков, завоевал и несколько раз защитил титул чемпиона Италии в первом полусреднем весе, но в сентябре 1964 года потерпел первое поражение — по очкам от Пьеро Бранди (позже взял у него реванш, выиграв техническим нокаутом в девятом раунде). Также в июле 1965 года пытался взять вакантный пояс чемпиона Европы по версии Европейского боксёрского союза (ЕБС), однако решением судей титул достался испанцу Хуану Альбарносу.
Несмотря на два поражения, вскоре Лопополо вернул себе звание чемпиона Италии и в 1966 году получил шанс побороться за титул чемпиона мира в первой полусредней весовой категории по версиям Всемирного боксёрского совета (ВБС) и Всемирной боксёрской ассоциации (ВБА). Действующий чемпион из Венесуэлы Карлос Эрнандес продержался на ногах все пятнадцать раундов — в итоге двое из трёх судей отдали победу претенденту, третий же судья провозгласил ничью. Таким образом, Лопополо стал абсолютным чемпионом мира.
Тем не менее, выигранные чемпионские пояса он защитил только один раз, во время второй защиты, прошедшей в апреле 1967 года в Токио, уже во втором раунде неожиданно был нокаутирован японцем Такэси Фудзи. Впоследствии продолжал выходить на ринг вплоть до 1973 года, ещё трижды боролся за титул чемпиона ЕБС, но успеха не добился и принял решение завершить карьеру спортсмена. Всего в профессиональном боксе он провёл 77 боёв, из них 59 окончил победой (в том числе 21 досрочно), 10 раз проиграл, в семи случаях была зафиксирована ничья.